# دانييل هاك
دانييل هاك (بالفرنسية: Daniel Huck)‏ هو عازف جاز ومغني فرنسي، ولد في 22 مارس 1948 في باريس في فرنسا.

## وصلات خارجية
- دانييل هاك على موقع ميوزك برينز (الإنجليزية)
- دانييل هاك على موقع ديسكوغز (الإنجليزية)